# Ju Rui
Dans ce nom chinois, le nom de famille, Ju, précède le nom personnel.
Pour les articles homonymes, voir Ju.
Ju Rui (en chinois : 巨蕊), née le 4 février 1993, est une rameuse chinoise. Elle est médaillée de bronze en huit féminin aux Jeux olympiques d'été de 2020.

## Carrière
Avec l'équipage chinois, elle remporte la médaille de bronze en huit féminin aux Jeux olympiques d'été de 2020 derrière les Canadiennes et les Néo-Zélandaises.

## Palmarès

### Jeux olympiques
- médaille de bronze en huit féminin aux Jeux olympiques d'été de 2020 à Tokyo

### Championnats du monde
- médaille de bronze en huit féminin aux Championnats du monde 2014 à Amsterdam

### Jeux asiatiques
- médaille d'or en quatre sans barreur féminin aux Jeux asiatiques de 2018 à Jakarta